# Lengyel Wikipédia
A lengyel Wikipédia (lengyelül: Wikipedia polskojęzyczna) a Wikipédia projekt lengyel nyelvű változata, egy internetes enciklopédia.
2001. szeptember 26-án indult, ezzel a Wikipédiák időrendi sorában a kilencedik helyet foglalja el. 2008 májusában több mint 500 000 szócikke volt, a szócikkek számát tekintve a hatodik legnagyobb Wikipédia, valamint a legnagyobb a szláv nyelven íródottak közül. Tartalmasságát illetően azonban csak a volapük változat volt rosszabb pozícióban a 100 000-nél több szócikket tartalmazó Wikipédiák közül.
A lengyel Wikipédia jórészt egy korábbi, független projektből származik, amely a wiki.rozeta.com.pl alatt futott. 2002 januárjában azonban a két tudástárat egyesítették az angol Wikipédia alapítóinak javaslatára. Jelenleg saját domain alatt fut, a www.wikipedia.pl átirányít a pl.wikipedia.org címre.
Ez a Wikipédia-változat is használ automatizált robotokat szócikkek készítésére; egyikőjüket statisztikák lehívására programozták be olasz, lengyel és francia községekkel kapcsolatban a települések hivatalos oldalairól. Néhány hónap alatt 40 000 lappal növelte meg az enciklopédia tartalmát. Ennek is köszönhetően 2005 szeptemberében megelőzték a svéd, olasz és a holland változatot a szócikkek számában, 2006 januárjában pedig a japán Wikipédia cikkeinél is többel bírtak, és ezzel a negyedik legnagyobb nemzeti nyelvű Wikipédiává váltak.
DVD-változatban először 2005 augusztusában jelent meg egy újság mellékleteként. Terjesztője semmilyen kapcsolatban nem állt a Wikimédia Alapítvánnyal, sőt a GNU Licencet is megsértette. A DVD ráadásul hibásan működött Windows 98 alatt. Az új, jogilag is helytálló kiadás 2007 júliusában látott napvilágot; ára 39 złoty.

## Mérföldkövek
- A lengyel nyelvű változat 2001. szeptember 26-án indult el.
- A Lengyel Wikipédia 2013. szeptember 24-én érte el az 1 000 000. szócikket.
- Jelenlegi szócikkek száma: 1 479 340 (2021. június 19.)

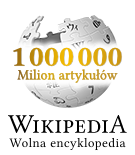
A Lengyel Wikipédia ünnepi logója az egymilliomodik szócikk megalkotásának alkalmából

## Fordítás
- Ez a szócikk részben vagy egészben  a   Polish Wikipedia című angol Wikipédia-szócikk ezen változatának fordításán alapul.  Az eredeti cikk szerkesztőit annak laptörténete sorolja fel. Ez a jelzés csupán a megfogalmazás eredetét és a szerzői jogokat jelzi, nem szolgál a cikkben szereplő információk forrásmegjelöléseként.

## Külső hivatkozások
- A lengyel Wikipédia kezdőlapja